# Orlando Robinson
Orlando Robinson jr. (Las Vegas, 10 luglio 2000) è un cestista statunitense, professionista in NBA e NBA Development League.

## Carriera
Frequenta la Fresno State University per tre anni al termine dei quali, rinunciando all'anno da senior, si dichiara eleggibile per il Draft NBA 2022, nel quale tuttavia non viene scelto. In estate viene reclutato dai Miami Heat per la NBA Summer League nella quale disputa complessivamente 7 partite a 9,1 punti di media. Con gli stessi partecipa poi al successivo precampionato, firmando un two-way contract il 13 novembre.

## Statistiche
| † | Denota una stagione in cui ha vinto il titolo |

### NCAA
| Anno       | Squadra             | PG | PT | MP   | TC%  | 3P%  | TL%  | RP  | AP  | PRP | SP  | PP   |
| ---------- | ------------------- | -- | -- | ---- | ---- | ---- | ---- | --- | --- | --- | --- | ---- |
| 2019-2020  | Fresno St. Bulldogs | 30 | 30 | 27,2 | 49,2 | 25,0 | 70,5 | 6,6 | 1,6 | 0,8 | 1,0 | 12,2 |
| 2020-2021  | Fresno St. Bulldogs | 24 | 24 | 31,9 | 44,3 | 33,3 | 72,1 | 9,2 | 2,1 | 0,9 | 0,8 | 14,6 |
| 2021-2022† | Fresno St. Bulldogs | 36 | 36 | 33,0 | 48,4 | 35,2 | 71,6 | 8,4 | 2,9 | 1,0 | 1,2 | 19,4 |
| Carriera   | Carriera            | 90 | 90 | 30,8 | 47,6 | 32,2 | 71,4 | 8,0 | 2,2 | 0,9 | 1,0 | 15,7 |

#### Massimi in carriera
- Massimo di punti: 34 vs Wyoming (5 marzo 2022)[3]
- Massimo di rimbalzi: 18 vs Long Island (12 novembre 2021)
- Massimo di assist: 6 (3 volte)
- Massimo di palle rubate: 4 vs California-Irvine (11 dicembre 2021)
- Massimo di stoppate: 5 vs California-Riverside (28 dicembre 2019)
- Massimo di minuti giocati: 48 vs San Diego State (3 marzo 2022)

### NBA

#### Regular Season
| Anno      | Squadra          | PG  | PT | MP   | TC%  | 3P%  | TL%  | RP  | AP  | PRP | SP  | PP  |
| --------- | ---------------- | --- | -- | ---- | ---- | ---- | ---- | --- | --- | --- | --- | --- |
| 2022-2023 | Miami Heat       | 31  | 1  | 13,7 | 52,8 | 0,0  | 71,0 | 4,1 | 0,8 | 0,4 | 0,4 | 3,7 |
| 2023-2024 | Miami Heat       | 36  | 7  | 8,4  | 50,0 | 53,3 | 76,0 | 2,3 | 0,9 | 0,2 | 0,2 | 2,8 |
| 2024-2025 | Sacramento Kings | 9   | 0  | 6,3  | 41,2 | 20,0 | 57,1 | 1,6 | 1,0 | 0,3 | 0,1 | 2,1 |
| 2024-2025 | Toronto Raptors  | 35  | 8  | 20,4 | 44,7 | 34,0 | 79,4 | 5,9 | 1,9 | 0,4 | 0,4 | 8,1 |
| Carriera  | Carriera         | 111 | 16 | 13,5 | 47,2 | 34,2 | 75,4 | 3,9 | 1,2 | 0,3 | 0,3 | 4,7 |

#### Playoffs
| Anno     | Squadra    | PG | PT | MP  | TC% | 3P% | TL% | RP  | AP  | PRP | SP  | PP  |
| -------- | ---------- | -- | -- | --- | --- | --- | --- | --- | --- | --- | --- | --- |
| 2024     | Miami Heat | 1  | 0  | 2,0 | 0,0 | 0,0 | -   | 1,0 | 1,0 | 0,0 | 0,0 | 0,0 |
| Carriera | Carriera   | 1  | 0  | 2,0 | 0,0 | 0,0 | -   | 1,0 | 1,0 | 0,0 | 0,0 | 0,0 |

#### Massimi in carriera
- Massimo di punti: 15 vs Minnesota Timberwolves (26 dicembre 2022)[4]
- Massimo di rimbalzi: 9 (2 volte)
- Massimo di assist: 7 vs Milwaukee Bucks (30 ottobre 2023)
- Massimo di palle rubate: 3 vs Houston Rockets (15 dicembre 2022)
- Massimo di stoppate: 2 (2 volte)
- Massimo di minuti giocati: 36 vs Houston Rockets (15 dicembre 2022)

### G League
| Anno      | Squadra           | PG | PT | MP   | TC%  | 3P%  | TL%  | RP   | AP  | PRP | SP  | PP   |
| --------- | ----------------- | -- | -- | ---- | ---- | ---- | ---- | ---- | --- | --- | --- | ---- |
| 2022-2023 | S. Falls Skyforce | 16 | 16 | 30,9 | 53,7 | 26,7 | 73,2 | 10,9 | 3,1 | 1,1 | 1,3 | 21,2 |
| 2023-2024 | S. Falls Skyforce | 11 | 11 | 33,1 | 57,2 | 38,9 | 57,8 | 12,3 | 2,4 | 1,4 | 2,3 | 23,0 |
| 2024-2025 | Stockton Kings    | 4  | 4  | 29,2 | 47,2 | 17,6 | 68,8 | 7,8  | 2,5 | 0,5 | 1,8 | 17,0 |
| Carriera  | Carriera          | 31 | 31 | 31,5 | 54,3 | 27,5 | 66,7 | 11,0 | 2,7 | 1,1 | 1,7 | 21,3 |

## Palmarès

### Squadra
- TBC: 1

Fresno State University: 2022

### Individuale
- TBC MVP: 1

Fresno State University: 2022
- All-Mountain West First Team: 1

Fresno State University: 2022
- All-Mountain West Second team: 2

Fresno State University: 2021